# David di Donatello 1968
La entrega de premios de la 13.ª edición del David de Donatello se llevó a cabo el 3 de agosto de 1968 en el antiguo teatro de Taormina, Italia.

## Premios
- Mejor Actriz Protagonista: Claudia Cardinale (El día de la lechuza)
- Placa de Oro: Damiano Damiani (El día de la lechuza)
- Placa de Oro: Lisa Gastoni (Gracias tía)
- Placa de Oro: Nino Manfredi
- Mejor Actriz Extranjera: Faye Dunaway (Bonnie and Clyde)
- Mejor Actriz Extranjera: Katharine Hepburn (Adivina quién viene esta noche)
- Mejor Actor Extranjero: Warren Beatty (Bonnie and Clyde)
- Mejor Actor Extranjero: Spencer Tracy (Adivina quién viene esta noche)
- Mejor Director: Carlo Lizzani (Banditi a Milano)
- Mejor Productor: Dino De Laurentiis (Banditi a Milano)
- Mejor Productor: Luigi Carpentieri (El día de la lechuza)
- Mejor Productor: Ermanno Donati (El día de la lechuza)
- Mejor Director Extranjero: Richard Brooks (A sangre fría)
- Mejor Actor Protagonista: Franco Nero (El día de la lechuza)
- Mejor Productor Extranjero: Stanley Kramer (Adivina quién viene esta noche)